# Enter the Void
Enter the Void es una película francesa de drama fantástica estrenada en 2009. Descrita por su escritor y director Gaspar Noé como un «melodrama psicodélico», está protagonizada por Nathaniel Brown, Paz de la Huerta y Cyril Roy. Escenificada en los ambientes de clubes nocturnos de Tokio, la historia sigue a Óscar, un joven narcotraficante estadounidense que sufre un disparo por la policía, pero continúa viendo los siguientes eventos durante una experiencia extracorporal. Grabada desde tu punto de vista, que a menudo flota sobre las calles de la ciudad, y ocasionalmente incluye a Óscar observando sobre su propio hombro cuando recuerda su pasado.
El proyecto de ensueño de Noé por muchos años, la producción vio la luz después del éxito comercial de Irreversible, su anterior largometraje. Enter the Void fue financiado por Wild Bunch ante todo, mientras Fidélité Fims se encargó de la producción. El elenco es una mezcla de profesionales y principiantes. La película hizo intenso uso de imágenes inspiradas por el cine experimental y experiencias de drogas psicodélicas. El rodaje tomó lugar en Tokio, e involucró de muchos planos complicados de grúa. Los coproductores incluyeron al estudio de efectos visuales BUF Compagnie, que también proporcionó las imágenes generadas por computadora. La banda sonora es un collage de pop electrónico y música experimental.
Un primer corte se estrenó en el Festival de Cannes 2009, pero el trabajo de postproducción continuó, y la película no fue estrenada en Francia hasta casi un año después. Un corte final fue estrenado en los Estados Unidos y Reino Unido en septiembre de 2010. La recepción crítica fue pronunciadamente dividida: las reseñas positivas describieron la película como cautivadora e innovadora, mientras las negativas la llamaron tediosa y pueril. La película no tuvo éxito en la taquilla.

## Argumento
Óscar (Nathaniel Brown) vive en Tokio con su hermana, Linda (Paz de la Huerta), y se sustenta a sí mismo vendiendo drogas, contra el consejo de su amigo, Alex (Cyril Roy). Alex intenta reubicar el interés de Óscar en el Libro tibetano de los muertos, un libro budista sobre la vida después de la muerte. El primer segmento comienza con Linda saliendo para el trabajo (en un local de striptease) y luego sigue la rutina nocturna de Óscar a través de tomas en primera persona, incluyendo moméntaneos apagones que representan los parpadeos, pensamientos internos privados y extensas secuencias de alucinaciones psicodélicas.
A continuación, Alex se encuentra con Óscar en el apartamento y luego se retiran para que Óscar entregue drogas a su amigo Víctor (Olly Alexander). En el camino, Alex explica parte del Libro tibetano de los muertos a Óscar: cómo el espíritu de una persona muerta a veces permanece entre los vivos hasta que comiencen las terribles experiencias, después de lo cual intenta reencarnar. Llegan a un bar llamado The Void. Óscar ingresa solo y se sienta ante un angustiado Víctor, que susurra «lo siento». Luego, Óscar intenta huir de la policía, se encierra en un cubículo de baño e intenta descargar la droga por el inodoro. Cuando la descarga no funciona, grita que tiene un arma y disparará. En respuesta, un oficial de la policía abre fuego y hiere a Óscar, quien cae al suelo.
El punto de vista de Óscar se alza y mira su propio cuerpo desde arriba, y entonces empieza a atestiguar su vida en un orden más o menos cronológico. Su padres fallecen en un violento accidente automovilístico; Oscar y Linda, dedicados uno a otro, son enviados a diferentes casas de acogida; Óscar se muda a Tokio y gana dinero traficando droga hasta que tiene la posibilidad de traer a Linda a vivir con él; Linda encuentra trabajo como bailarina erótica para el propietario del club Mario, para la angustia de Óscar; Óscar aumentá el alcance de su operaciones de tráfico y empieza a usar drogas potentes —en particular, DMT—; Víctor descubre que Óscar se acostó con su madre; y finalmente, encontramos nuevamente a Óscar encontrándose con Víctor en The Void para venderle droga, para ser herido en el baño.
Después, un incorpóreo Óscar flota sobre Tokio y observa las repercusiones de su muerte. Linda se vuelve retraída y deprimida, sobre todo después de tener un aborto; el traficante de Óscar, Bruno, destruye sus pertenencias; Alex vive escondido en las calles; y Linda desea haber estado con Alex en lugar de Mario, como Óscar había deseado. En una ocasión Linda desea que Óscar resucite; luego Óscar entra en la cabeza de Linda, después de lo cual se despierta en la morgue, de donde se toma su cuerpo para ser cremado.
Mientras tanto, Víctor y su madre se gritan uno a otros porque ella ha tenido sexo con Óscar, y porque Victor informó a la policía sobre el tráfico de drogas de Oscar; entonces, Víctor es expulsado de la casa de sus padres. Él visita el apartamento de Linda y se disculpa por su hermano asesinado, pero Linda parcialmente se culpa porque no fue valiente. Esto enfurece a Linda, quien reiteradas veces grita que Victor se suicide.
La perspectiva ahora cubre Tokio desde lo alto e ingresa a un avión, donde la madre de Óscar da de láctar a un bebé al que ella susurra el nombre de Óscar. Entonces, la vista cae hacia Linda y Alex, que toman un taxi hacia un hotel del amor y tienen sexo. La perspectiva se mueve entre habitaciones del hotel y se observa a varias parejas teniendo sexo en diferentes posiciones. En las escenas se muestra cómo las parejas que mantienen sexo dentro del hotel emanan un pulsante brillo eléctrico de sus genitales. Óscar entra a la cabeza de Alex y observa el sexo con Linda desde el punto de vista de Alex. Luego, viaja hacia el interior de la vagina de Linda para observar el empuje de Alex, atestigua la eyaculación y sigue el semen en la fecundación del óvulo de su hermana. La escena final está filmada desde la perspectiva de un bebé naciendo de la madre de Óscar. De acuerdo al director, esto es un flashback hacia el nacimiento de Óscar en la forma de una falsa memoria.

## Temática
La experiencia cinematográfica misma es el enfoque principal de la película, pero hay también un tema central: el vacío. Noé describe el tema de la película como «el sentimentalismo de los mamíferos y la vacuidad brillante de la experiencia humana». La dramaturgia después de que Óscar fuese disparado está vagamente basada en el Libro tibetano de los muertos, y culmina con la búsqueda del espíritu de un camino a la reencarnación. El director, quien se opone a todas las creencias religiosas, dice que «la película es el sueño de alguien que leyó el Libro tibetano de los muertos y oye hablar de él antes de sufrir un disparo. No es la historia de que alguien muere, vuelva y se reencarna; es la historia de alguien que está drogado cuando recibe el disparo y quién tiene una entonación de su propio sueño». Noé describe el final de la película como una recolección de «el momento más traumático de su vida -su propio nacimiento». El director también deja la posibilidad de que la vida de Óscar empieza otra vez en un bucle infinito, debido a la percepción del tiempo del cerebro humano.

## Producción

### Desarrollo
Según el director, la idea de la película había estado creciendo desde su adolescencia, cuando empezó a interesarse en el tema de la muerte y la existencia. En sus veinte, y bajo el efecto de hongos alucinógenos, vio La dama del Lago, de Robert Montgomery, una película de 1947 rodada íntegramente desde la perspectiva de primera persona. Fue entonces cuando decidió que, si alguna vez hacía una película sobre el más allá, esta sería la forma en que la filmaría. Gaspar Noé escribió diferentes versiones del guion durante quince años hasta que oficialmente entró en producción. La historia había sido inicialmente más lineal, y los proyectos se establecieron en diferentes lugares incluyendo los Andes, Francia y Nueva York. Tokio fue la elegida finalmente, ya que fue capaz de proporcionar los medios necesarios para los coloridos aspectos alucinógenos necesarios de la película.
Noé primero trató de que la película fuera financiada a principios del 2000, pero a pesar de que había recibido una respuesta positiva por el guion, este se consideró demasiado caro. Las expectativas cambiaron después del éxito comercial con el film Irreversible, y Pathé se ofreció a producir la película. Sin embargo el desarrollo fue lento, por lo que Noé eligió no renovar su contrato con el estudio cuando Canal+ y Wild Bunch, que había financiado y distribuido Irreversible, dijo que estaban dispuestos a financiar este proyecto también. Enter the Void se produjo finalmente por Fidélité Films con 70 % del presupuesto invertido por Wild Bunch. Coproductores franceses fueron Les Cinémas de la Zone, BUF Compagnie y Paranoid Films. Recibió las preventas de inversión de Canal+ y financiamiento de Eurimages. El apoyo adicional de coproducción lo proporcionó Essential Filmproduktion de Alemania y BIM Distribuzione de Italia. El presupuesto total fue de € 12 380 000.

### Elenco
La decisión de usar actores de habla inglesa se hizo temprano. Dado que la película sería muy visual, el director deseó que la audiencia sea capaz de enforcarse en las imágenes y no quedar rezagada en los subtítulos. Luego expresó su aprobación de usar voces dobladas en países de habla no inglesa.
El papel de Linda fue el primero en ser entregado. Gaspar Noé encontró Paz de la Huerta, después de haber celebrado las audiciones en Nueva York. «Conocí a Paz y realmente me gustó. Ella tiene el perfil para el personaje porque a ella le gusta gritar, llorar, mostrarse desnuda completamente». Una preocupación importante era que Linda y Óscar debían verse realmente como hermanos en la pantalla, así es como Nathaniel Brown, un no profesional, fue entonces escogido por su físico parecido al de Huerta. Noé temió que un actor profesional estaría frustrado al ser mostrado casi exclusivamente por detrás, pero él sintió que Brown, un aspirante a director, lo encontraría estimulante por estar meramente presente en el set. Para los papeles secundarios hubo audiciones celebradas para occidentales que vivían en Tokio. Cyril Roy fue a una audición con un amigo solo porque quería hablar con el director, ya que era un fan de sus películas anteriores. Noé luego le ofreciería el papel de Alex. Noé dijo sobre Brown y Roy: «La idea de actuar en una película nunca les había entrado en sus mentes. Son gente de muy buena disposición, que pasaron un buen rato delante de las cámaras y no creo que hubo un solo momento en el que alguno de ellos sintiera que estaban trabajando. Paz, por otro lado, fue sin duda consciente de que estaba interpretando un papel».

### Filmación
La filmación comenzó el 19 de octubre de 2007. Las escenas de estudio fueron filmadas en Tokio en Estudios Toho; el equipo filmó durante tres meses en Tokio, y, después de esto, filmó cuatro semanas en Montreal para los flashbacks. Después de que la fotografía principal había terminado, el equipo regresó a Tokio dos veces más para escenas adicionales. La película fue rodada en Super 35 y 16 mm, con una Arricam LT y un Aaton Digital XTR prod, respectivamente. El director de fotografía fue Benoît Debie, quien también filmó Irreversible. Debie dice que muchas escenas exteriores no requerían mucho trabajo adicional de iluminación debido a los muchos letreros de neón en Tokio. Sin embargo, la iluminación general era mucho más complicada que en Irreversible, en parte porque los estados de ánimo de los personajes estaban destinados a ser indicados por distintos colores, que iban del naranja al morado. Las técnicas de iluminación incluían automatizado de iluminación y escenas con luces estroboscópicas, con lo cual el director de fotografía fue capaz de aumentar el tiempo de exposición de la película. Debie y Noé se turnaron como camarógrafos. Aunque se tenía un guion de 100 páginas, muy poco diálogo fue escrito, y a los actores se les pidió improvisar sus líneas. Noé explicó su estilo de dirección: «Para mí, la dirección de actores es sólo encontrar a las personas adecuadas y ponerlos en el humor ideal dentro del set y luego soltarlos. [...] Creo que la energía tiene que venir en el plató en esos últimos minutos».
Las visiones fueron inspiradas por las experiencias cercanas a la muerte y las alucinaciones inducidas por DMT.Thomas Bangalter, más conocido como miembro de la banda Daft Punk, sirvió como director de efectos de sonido. Marc Caro trabajó como diseñador de escenarios.

## Estreno
Una versión de 163 minutos de la película participó en la competencia principal del Festival de Cannes 2009. Noé dijo sobre el corte de Cannes: «La película fue como un bebé de tres meses. Lo saqué de mi vientre para mostrarlo, halagado por la invitación Thierry Frémaux, pero todavía estaba en gestación. Así que lo tuve que poner de nuevo en mi vientre, es decir, para ajustar muchos detalles». Un corte de 155 minutos fue mostrado posteriormente en septiembre del 2009 en el Festival International de Toronto. El corte final de 154 minutos se estrenó en el 2010 Festival Sundance y fue lanzado en las salas francesas el 5 de mayo de 2010 a través de Wild Bunch Distribution. Diez días más tarde se lanzó en el Japón. Los derechos de distribución para Estados Unidos fueron obtenidos en Sundance por IFC Films.

## Críticas
Las reseñas francesas fueron variadas. Thomas Sotinel de Le Monde comenzó recordando la irritación que la película provoca sobre su estreno mundial en Cannes, y comparó el corte que había visto allí contra la versión final: «Con toda honestidad, la diferencia no salta a los ojos. Por supuesto, la película parece más consistente, pero puede ser debido a que ya hemos recorrido este laberinto anteriormente. Al salir, podemos seguir estando tranquilos, pero aún me sorprende la mezcla de innovación exuberante y puerilidad». Un examen positivo vino de Excissif, una filial de la red de TF1, escrito por Romain Le Vern: «Si Kubrick en 2001: Odisea Espacial ofrece una gran representación de lo infinito, Noé explora la misma dimensión cósmica a través de una fantasía colectiva: ¿qué pasa después de la muerte, cuando abandonan su cuerpo? Entre sus fantasías sexuales y su obsesión con la paternidad, filma lo invisible, lo inexplicable. [...] Lo que él ha sabido captar a la vez trágico y deslumbrante». Por otro lado, el crítico de Ouest-France estuvo inmensamente aburrido por la película: «Un relleno de las ideas simples, estereotipos y clichés en un montón de imágenes artificiales, que se dan en vano por mejoras técnicas. cine soporífero». Tras el lanzamiento japonés, el crítico que escribe para The Japan Times reflexionaba: «Si Lost in Translation es la película que haría cuando lo único que se sabe sobre el Japón son los encuentros con periodistas mimados en hoteles de 5 estrellas en Shinjuku, Enter the Void es lo que usted haría si nunca fue más allá del pub Roppongi en movimiento». Mientras que las reseñas fueron en gran parte negativas, el autor todavía estaba impresionado por la representación visual de la capital japonesa: «Visualmente, la mayor parte de la película es impresionante [...] y el diseño de Marc Caro (Delicatessen) toma el amor por el llamativo neón de Tokio a un extremo surrealista».